# Trimmer
Trimmer är ett lånord från engelskan och avser ett klippningsverktyg (klippningsapparat/trimsax). De flesta är elektriska, men det finns även mekaniska.
Ordet trimmer har belägg i svenskan från 1909, och då som fackterm för en maskin som hyvlar kanter inom exempelvis träindustrin. I betydelsen redskap eller apparat för klippning har ordet varit belagt från 1964.